# Friedrich Ludwig Keller
Friedrich Ludwig Keller (17. oktober 1799—11. september 1860) var en schweizisk-tysk jurist og politiker.
Han tog 1822 juridisk doktorgrad i Göttingen og blev 1828 professor i civilret i sin fødeby Zürich, 1829 tillige dommer og medlem af det store råd. Han hørte til lederne for det frisindede omslag i kantonet 1830, var 1832 og 
1834 formand i rådet og 1831—37 i overretten, samt kantonets repræsentant ved forbundsdagen. Revolutionen 1839, der bragte den radikale retning til magten, fortrængte ham fra det offentlige liv, og han drog nu til Tyskland, hvor han 1843 blev professor i Halle og 1847 i Berlin. Han sluttede sig her til den yderlige konservatisme og var 1849 i Preussens andet kammer og 1850 i Erfurt-parlamentet talsmand derfor. Til løn fik han sin æts gamle adel (siden 1487) godkendt med navnet Keller vom Steinbock og blev medlem af herrehuset. Han har også skrevet vigtige værker om romerretten: Der römische Civilprocess (1852, 6. udgave 1883); hans forelæsninger om pandekterne udgavs 1861.